# 아라이 미즈키
아라이 미즈키(일본어: 新井 瑞希, 1997년 4월 14일~)는 일본의 축구 선수이다.

## 구단 경력
그는 2016년 SV 호른에 입단했다. 2017년 9월 J3리그의 SC 사가미하라로 이적했다. 2018년부터 2019년까지 카탈레 도야마에서 뛰었다. 2019년 8월 J2리그의 도쿄 베르디로 이적했다. 2022년까지 61경기에 출전하여, 8득점을 넣었다. 2023년 요코하마 FC로 이적했다.